# Roger Constable
Roger Reculver Constable (född cirka 1905/15 - död ???) är en av de genomgående karaktärerna i Simon Ravens romansvit Alms for Oblivion. Han förekommer eller är omnämnd i åtta av de tio romanerna i sviten. Hans vidare öden skildrar Raven även i romansviten The First-Born of Egypt.

## Fiktiv biografi
Constables bakgrund är aristokratisk (vilket antyds i några av romanerna) även om han själv kallar sig socialist. Roger Constable föddes troligen någon gång mellan 1905 och 1915 (om inte tidigare) då han sommaren 1945 demobiliseras med majors grad för att bli Tutor på Lancaster College i Cambridge. Till sin utbildning är han ekonom. 
Efter att Fielding Gray åsamkat en skandal på sin tidigare skola genom att förföra en klasskamrat förklarade sig den tolerante Constable redo att ta emot honom på Lancaster. Sedan nya fakta framkommit, om att Fielding varit bedräglig mot sin mor och till och med slagit henne, sätter Constable dock stopp för Fielding Grays vidare akademiska karriär och han måste i stället söka sin utkomst i armén. Så sent som 1973 (i The Survivors) förklarade dock Constable att han inte ångrade beslutet angående denne "förrädiske pojke." 
Under 50-talet stiger Constable i graderna. Parallellt med detta arbete är han även med i styrelsen för magasinet Strix, där även Somerset Lloyd-James är en av medlemmarna. När Constable 1959 blir Provost på Lancaster College tvingar Lloyd-James ut honom ur styrelsen på en teknikalitet. Constable är en av huvudpersonerna i romanen Places Where They Sing vilken skildrar studentoroligheter 1967. Han blir en trogen supporter av Tom Llewyllyn sedan denne tappert försvarat Henry VI:s staty under kravaller. Constable skildras genomgående som en noggrann, ärlig, plikttrogen men totalt humorfri man. Det framgår emellertid i Places Where They Sing och i någon mån i Bring Forth The Body att han behandlar sin maka illa och att detta kanske är en förklaring till hennes nervositet. Inför studentoroligheterna mot slutet av 60-talet är han, den gamle socialisten, helt oförstående. 
1973 adlas han med titeln Lord Constable of Reculver Castle, något som orsakar vissa protester bland radikala studenter. Constable förklar i ett uttalande att han inte förväntar sig att någon på skolan ska tilltala honom med "my lord." Han deltar i Daniel Monds begravning i Venedig hösten 1973. 